# Pyriglena maura
Pyriglena maura — вид горобцеподібних птахів родини сорокушових (Thamnophilidae). Мешкає в Південній Америці. Раніше вважався конспецифічними із західним вогнеоком, однак був визнаний окремим видом.

## Підвиди
Виділяють шість підвидів:
- P. m. pacifica Chapman, 1923 — захід Еквадору і північний захід Перу (Тумбес);
- P. m. castanoptera Chubb, C, 1916 — Колумбійські Анди (східні схили Центрального хребта, західні схили Східного хребта в Уїлі і східні схили Східного хребта в Кауці і Какеті), східні схили Еквадорських Анд, Перуанські Анди (на північ від річки Мараньон в П'юрі, Кахамарці і північному Амазонасі);
- P. m. picea Cabanis, 1847 — східні схили Анд в центральному Перу (від південного Амазонасу до Хуніна і Аякучо);
- P. m. marcapatensis Stolzmann & Domaniewski, 1918 — східні схили Анд на південному сході Перу (Мадре-де-Дьйос, Куско і Пуно);
- P. m. hellmayri Stolzmann & Domaniewski, 1918 — східні схили Анд на заході центральної Болівії;
- P. m. maura (Ménétriés, 1835) — східна Болівія (східний Санта-Крус), північний Парагвай (Альто-Парагвай) і південно-західна Бразилія (захід і південний захід Мату-Гросу).

## Поширення і екологія
Pyriglena maura мешкають в Колумбії, Еквадорі, Перу, Болівії, Бразилії і Парагваї. Вони живуть в підліску вологих гірських і рівнинних тропічних лісів. Зустрічаються переважно на висоті до 600 м над рівнем моря, місцями на висоті до 2200 м над рівнем моря. Живляться комахами.